# Temporada 1980-81 de los Chicago Bulls
La temporada 1980-81 fue la decimoquinta de los Chicago Bulls en la NBA. La temporada regular acabaron con 45 victorias y 37 derrotas, ocupando la quinta posición de la Conferencia Este, clasificándose para los playoffs, en los que cayeron en semifinales de conferencia ante los Boston Celtics.

## Elecciones en elDraft
| Ronda | Puesto | Jugador       | Posición | Nacionalidad   | Universidad |
| ----- | ------ | ------------- | -------- | -------------- | ----------- |
| 1     | 4      | Kelvin Ransey | Base     | Estados Unidos | Ohio State  |
| 2     | 26     | Sam Worthen   | Escolta  | Estados Unidos | Marquette   |
| 3     | 50     | James Wilkes  | Alero    | Estados Unidos | UCLA        |

## Temporada regular
| División Central    | División Central | División Central | División Central | División Central | División Central | División Central | División Central | División Central |
| Equipo              | G                | P                | %                | PD               | Casa             | Fuera            | Div              |                  |
| ------------------- | ---------------- | ---------------- | ---------------- | ---------------- | ---------------- | ---------------- | ---------------- | ---------------- |
| y-Milwaukee Bucks   | 60               | 22               | .732             | –                | 34–7             | 26–15            | 23–7             |                  |
| x-Chicago Bulls     | 45               | 37               | .549             | 15.0             | 26–15            | 19–22            | 20–9             |                  |
| x-Indiana Pacers    | 44               | 38               | .537             | 16.0             | 27–14            | 17–24            | 17–12            |                  |
| Atlanta Hawks       | 31               | 51               | .378             | 29.0             | 20–21            | 11–30            | 9–21             |                  |
| Cleveland Cavaliers | 28               | 54               | .341             | 32.0             | 20–21            | 8–33             | 9–21             |                  |
| Detroit Pistons     | 21               | 61               | .256             | 39.0             | 14–27            | 7–34             | 9–21             |                  |

## Playoffs

### Primera ronda
New York Knicks vs. Chicago Bulls 
| Fecha       | Partido                                | Ciudad     |
| ----------- | -------------------------------------- | ---------- |
| 31 de marzo | New York Knicks 80, Chicago Bulls 90   | Nueva York |
| 3 de abril  | Chicago Bulls 115, New York Knicks 114 | Chicago    |
|             | Chicago Bulls gana las series 0-2      |            |

### Semifinales de Conferencia
Boston Celtics vs. Chicago Bulls 
| Fecha       | Partido                               | Ciudad  |
| ----------- | ------------------------------------- | ------- |
| 5 de abril  | Boston Celtics 121, Chicago Bulls 109 | Boston  |
| 7 de abril  | Boston Celtics 106, Chicago Bulls 97  | Boston  |
| 10 de abril | Chicago Bulls 107, Boston Celtics 113 | Chicago |
| 12 de abril | Chicago Bulls 103, Boston Celtics 109 | Chicago |
|             | Boston Celtics gana las series 4-0    |         |

## Estadísticas
| Rk | Jugador        | Edad | P  | PT | MP   | TC  | TCI  | %TC  | T3  | T3I | %T3  | TL  | TLI | %TL  | RO  | RD  | RT   | AS  | RB  | TAP | BP  | FP  | PTS  |
| -- | -------------- | ---- | -- | -- | ---- | --- | ---- | ---- | --- | --- | ---- | --- | --- | ---- | --- | --- | ---- | --- | --- | --- | --- | --- | ---- |
| 1  | Artis Gilmore  | 31   | 82 |    | 34.5 | 6.7 | 10.0 | .670 | 0.0 | 0.0 |      | 4.6 | 6.5 | .705 | 2.7 | 7.4 | 10.1 | 2.1 | 0.6 | 2.4 | 2.9 | 3.6 | 17.9 |
| 2  | Reggie Theus   | 23   | 82 |    | 34.4 | 6.6 | 13.4 | .495 | 0.2 | 1.1 | .200 | 5.4 | 6.7 | .809 | 1.5 | 2.0 | 3.5  | 5.2 | 1.5 | 0.2 | 3.2 | 3.1 | 18.9 |
| 3  | Dave Greenwood | 23   | 82 |    | 33.0 | 5.9 | 12.1 | .486 | 0.0 | 0.0 | .000 | 2.6 | 3.5 | .748 | 3.0 | 5.9 | 8.8  | 2.7 | 0.9 | 1.5 | 2.3 | 3.4 | 14.4 |
| 4  | Larry Kenon    | 28   | 77 |    | 28.1 | 5.9 | 12.3 | .480 | 0.0 | 0.0 |      | 2.3 | 3.2 | .735 | 2.3 | 2.8 | 5.2  | 1.6 | 1.0 | 0.2 | 2.1 | 2.1 | 14.1 |
| 5  | Bob Wilkerson  | 26   | 80 |    | 28.0 | 4.1 | 8.9  | .462 | 0.0 | 0.1 | .100 | 1.7 | 2.0 | .840 | 1.1 | 2.5 | 3.5  | 3.4 | 1.3 | 0.3 | 2.2 | 2.1 | 10.0 |
| 6  | Ricky Sobers   | 28   | 71 |    | 25.4 | 5.0 | 10.8 | .462 | 0.2 | 0.9 | .258 | 3.3 | 3.5 | .935 | 0.6 | 1.4 | 2.0  | 4.0 | 1.4 | 0.2 | 2.9 | 3.2 | 13.5 |
| 7  | Dwight Jones   | 28   | 81 |    | 19.4 | 3.0 | 6.3  | .483 | 0.0 | 0.0 |      | 1.5 | 2.0 | .776 | 1.6 | 3.4 | 5.0  | 1.2 | 0.5 | 0.4 | 1.6 | 2.5 | 7.6  |
| 8  | Coby Dietrick  | 32   | 82 |    | 15.2 | 1.8 | 3.9  | .456 | 0.0 | 0.1 | .333 | 0.9 | 1.4 | .694 | 1.0 | 2.3 | 3.2  | 1.4 | 0.6 | 0.6 | 1.1 | 2.1 | 4.5  |
| 9  | Sam Worthen    | 23   | 64 |    | 14.8 | 1.5 | 3.0  | .495 | 0.0 | 0.1 | .000 | 0.7 | 0.9 | .750 | 0.3 | 1.5 | 1.8  | 1.8 | 0.9 | 0.1 | 1.4 | 1.8 | 3.7  |
| 10 | Scott May      | 26   | 63 |    | 12.9 | 2.6 | 5.4  | .488 | 0.0 | 0.0 |      | 1.8 | 2.4 | .758 | 1.0 | 1.5 | 2.5  | 1.0 | 0.6 | 0.1 | 1.1 | 1.3 | 7.0  |
| 11 | James Wilkes   | 22   | 48 |    | 11.3 | 1.8 | 3.8  | .462 | 0.0 | 0.0 | .000 | 0.6 | 0.9 | .690 | 0.8 | 1.3 | 2.0  | 0.6 | 0.5 | 0.3 | 0.7 | 1.8 | 4.1  |
| 12 | Ronnie Lester  | 22   | 8  |    | 10.4 | 1.3 | 3.0  | .417 | 0.0 | 0.0 |      | 1.3 | 1.4 | .909 | 0.4 | 0.4 | 0.8  | 0.9 | 0.3 | 0.0 | 1.1 | 0.6 | 3.8  |
| 13 | Ollie Mack     | 23   | 3  |    | 5.3  | 0.3 | 2.0  | .167 | 0.0 | 0.0 |      | 0.3 | 0.7 | .500 | 0.0 | 0.3 | 0.3  | 0.3 | 0.3 | 0.0 | 0.0 | 1.0 | 1.0  |

## Galardones y récords
| Jugador       | Galardón |
| Artis Gilmore | All-Star |
| Reggie Theus  | All-Star |